# Hauptfeuerwache Berliner Tor

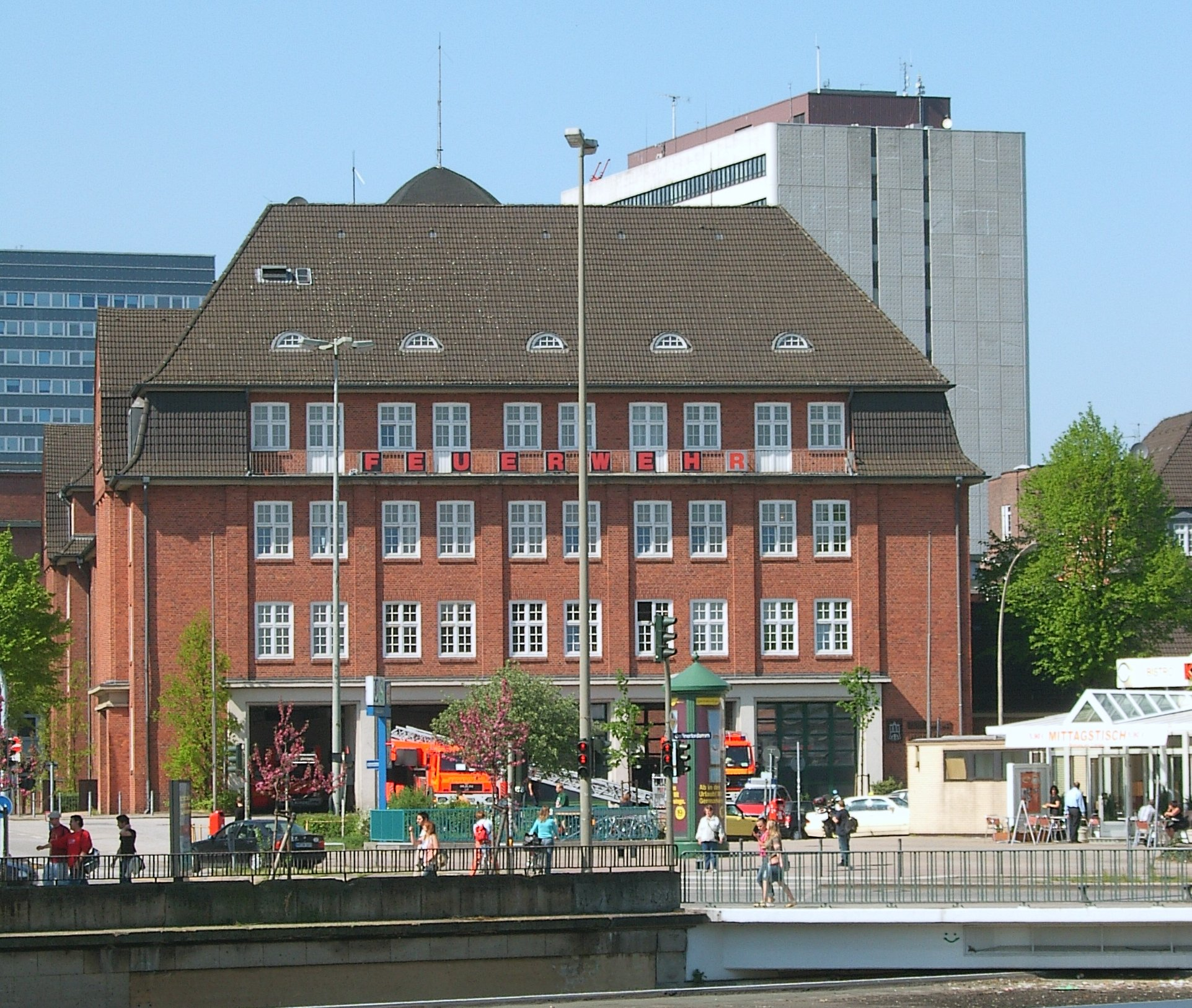
Die Hauptfeuerwache am Berliner Tor

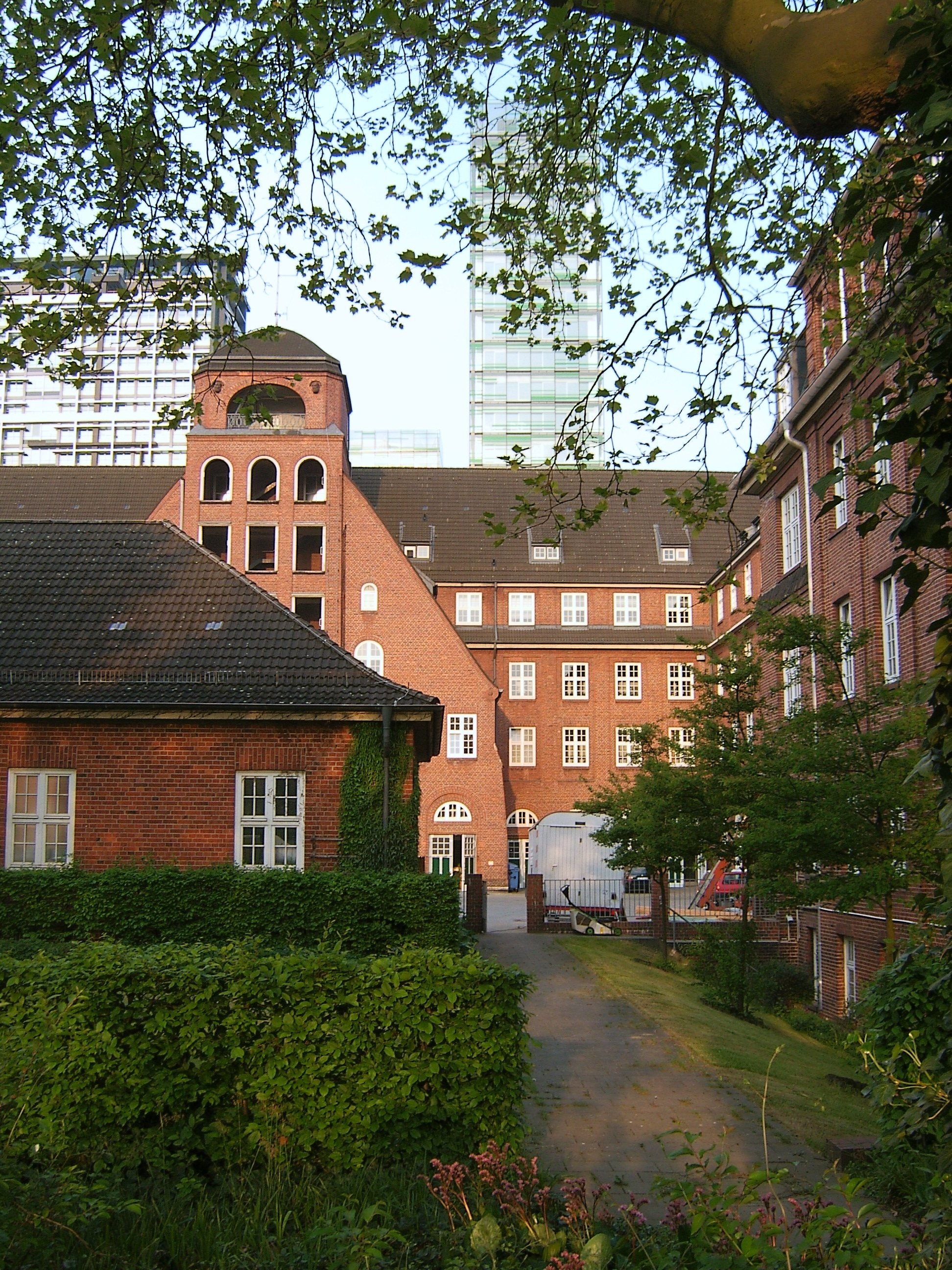
Übungsturm im Innenhof

Die Hauptfeuerwache Berliner Tor ist ein denkmalgeschütztes Dienstgebäude der Hamburger Feuerwehr am Berliner Tor in Hamburg-St. Georg.

## Beschreibung und Geschichte
Das Gebäude wurde zwischen 1914 und 1922 nach Plänen von Fritz Schumacher errichtet, während des Zweiten Weltkriegs 1944 zerstört und danach bis 1953 wieder aufgebaut.
Es handelt sich um einen dreiflügligen Bau mit Backsteinfassaden und hohen Mansardwalmdächern. Im Innenhof steht ein Schlauchturm mit Fassadenöffnungen, die ursprünglich Übungszwecken dienen sollten. Die Südfassade hatte Rundbogentore und Erker, die jedoch beim Wiederaufbau nicht neu errichtet wurden. Die Gebäude am Westphalensweg 1 enthielten neben der Zentrale der Feuerwehr und einer Feuerwache auch Wohnungen. Die ehemalige Wohnung des Amtsleiters wird nach einem Umbau in den 90er Jahren durch die Geschäftsstelle der Freiwilligen Feuerwehr genutzt.
Die Räumlichkeiten des südlichen Teil des Gebäudes werden heute von der Hamburger Berufsfeuerwehr als Feuer- und Rettungswache F 22 genutzt. Weiter sind hier die Amtsleitung, die Pressestelle, die Verwaltungsabteilung, die Abteilung Vorbeugender Brand- und Gefahrenschutz, die Geschäftsstelle der Freiwilligen Feuerwehr und die Geschäftsstelle der Jugendfeuerwehr Hamburg untergebracht.

## Stationierte Fahrzeuge
- KdoW ADI
- ELW 3
- ELW 1
- HLF
- DLK
- GW-1
- Kleinlöschboot
- RTW A, RTW B, RTW C, RTW D, RTW K
- GW-MANV